# Gilbert Bordes
Pour les articles homonymes, voir Bordes.
Œuvres principales
La Nuit des hulottes
Gilbert Bordes, né en 1948 à Tulle, est un écrivain français.

## Biographie
Gilbert Bordes passe sa jeunesse à Orliac-de-Bar. Aujourd’hui installé à Étampes dans la région parisienne, il effectue de fréquents déplacements pour retrouver les saveurs de sa Corrèze natale. Il a été rédacteur en chef du magazine La pêche et les poissons et chroniqueur radio sur RTL. Passionné d’écriture depuis son enfance, il publie son premier roman en 1989.
Son épouse est professeur de français et latin dans une institution privée.
Il a trois passions : la lutherie, le jardinage et la pêche.
Il est membre de l'École de Brive et également de la Nouvelle école de Brive.

## Œuvres
- Beauchabrol ou le temps des loups , 1981, 1re édition
- L’Angélus de minuit, Robert Laffont, 1989  (ISBN 2-221-06407-0)
- Le Roi en son moulin, Robert Laffont, 1990  (ISBN 2-221-06935-8)
- La Nuit des hulottes, Robert Laffont, 1990  (ISBN 2-221-07209-X) — Prix RTL grand public
- École de Brive, Le Porteur de destins, Robert Laffont, 1992  (ISBN 2-232-10403-6) — Prix Maison de la Presse ; prix du Printemps du livre de Montaigu ; Grand Prix littéraire de la Corne d’or limousine
- Les Chasseurs de papillons, Robert Laffont, 1993  (ISBN 2-221-07576-5) — Prix Charles-Exbrayat
- Un cheval sous la lune, Robert Laffont, 1994  (ISBN 2-221-07920-5)
- Ce soir, il fera jour, Robert Laffont, 1995  (ISBN 2-221-08162-5)
- L’Année des coquelicots, Robert Laffont, 1996  (ISBN 2-221-08410-1)
- L'Heure du braconnier, Robert Laffont, 1997  (ISBN 2-221-08637-6)
- Rentrées des classes, Robert Laffont, 1997  (ISBN 978-2-221-08648-3)
- La neige fond toujours au printemps, Robert Laffont, 1998  (ISBN 2-221-08859-X)
- École de Brive, L’Or du temps (collab.), Robert Laffont, 1998  (ISBN 2-221-08905-7)
- Les Frères du diable, Robert Laffont, 1999  (ISBN 2-221-09058-6)
- École de Brive, Un jour de bonheur, Robert Laffont, 1999  (ISBN 2-221-09099-3)
- Lydia de Malemort, Robert Laffont, 2000  (ISBN 2-221-09343-7)
- Le Silence de la Mule, Robert Laffont, 2001,  (ISBN 2-221-09476-X)
- Dernières Nouvelles de la Terre, éd. Anne Carrière, 2001  (ISBN 2-84337-169-4)
- Des maisons au cœur, Robert Laffont, 2001  (ISBN 2-221-09570-7)
- École de Brive, Le Voleur de bonbons, Robert Laffont, 2001  (ISBN 2-221-09626-6)
- Lumière à Cornemule, Pocket, 2002  (ISBN 2266134795)
- Une vie d’eau et de vent, éd. Anne Carrière, 2003  (ISBN 9782843372315)
- École de Brive, Des enfants tombés du ciel, Robert Laffont, 2003  (ISBN 9782221100806)
- École de Brive, La Couleur du bon pain, Robert Laffont, 2004  (ISBN 9782221098431)
- Les Colères du ciel et de la terre, Robert Laffont, 2005  (ISBN 2221104161)
  - La Montagne brisée  (ISBN 9782221104163)
  - Le Dernier Orage,  (ISBN 9782266157223)
- Les Âmes volées, Robert Laffont, 2006  (ISBN 2221104072)
- Juste un coin de ciel bleu, Robert Laffont, 2006  (ISBN 2221104072)
- Le Chemin de Peyrelongue, Libra Diffusio, 2007, 90 p.  (ISBN 9782844922816)
- La Peste noire, XO, 2007 :
  - La Conjuration des lys  (ISBN 9782845632882)
  - Le Roi chiffonnier  (ISBN 9782845633230)
- La Malédiction des Louves, Robert Laffont, 2008  (ISBN 978-2-221-11005-8)
- Et l’été reviendra, Robert Laffont, 2008  (ISBN 978-2-221-10662-4)
- Nous irons cueillir les étoiles, Pocket, 2009  (ISBN 226618329X)
- Les Enfants de l’hiver, XO, 2009  (ISBN 2845633769)
- Le Chat derrière la vitre, Éditions de Borée, 2009  (ISBN 978-2812901256)
- Beauchabrol ou le temps des loups, Lucien Souny (réédition), 2009  (ISBN 2848862629)
- Les Secrets de la forêt, Robert Laffont, 2010  (ISBN 978-2-221-11210-6)
- La Maison des Houches, Belfond, 2010  (ISBN 978-2-7144-4630-5)
- Les Terres brûlantes, Lucien Souny, 2010  (ISBN 978-2848862071)
- Le Chant du papillon, Paris, Belfond, 2011, 267 p.  (ISBN 978-2-7144-4629-9)
- Le Cri du goéland, Belfond, 2011  (ISBN 9782714448330)
- Le Barrage, Belfond, 2012  (ISBN 978-2714451491)
- La Tour de Malvent, Belfond, 2012  (ISBN 9782714448323)
- La Rebelle des sentiers de Lure, Belfond, 2013  (ISBN 9782714451484)
- Un violon sur la mer, XO, 2013  (ISBN 978-2845635937)
- La Mémoire au cœur, Belfond, 2014,  (ISBN 978-2714455819)
- Les Vents de la liberté, XO, 2015, (ISBN 978-2845636705)
- La Disparue de Saint-Sauveur, Belfond, 2015  (ISBN 978-2-7144-5583-3)
- L’Enfant de Loire, Belfond, 2016,  (ISBN 978-2-7144-7128-4)
- La mort attendra (co-écrit avec Michel Hilger), Belfond, novembre 2016,  (ISBN 978-2714473974)[5]
- Chante Rossignol, Presses de la Cité, avril 2017  (ISBN 978-2258142398)
- L'Année de la pluie, Belfond, octobre 2017,  (ISBN 978-2714475008)
- La Belle Main avril 2018 Presses de la Cité 272 p.  (ISBN 9782258147379)
- Elle voulait voir la mer novembre 2018, 315 p.  XO Editions  (ISBN 9782845638129)
- La Garçonne avril 2019 Presses de la Cité  (ISBN 9782258153776)
- Naufrage octobre 2019 ed. Belfond  (ISBN 9782714482310)
- Le Testament d'Adrien 300 pages, octobre 2020  (ISBN 9782258163164)
- La Prisonnière du roi 8 avril 2021 Presses de la Cité  (ISBN 9782258193826)
- Tête de lune 21 octobre 2021, 320 p. Presses de la Cité  (ISBN 9782258196896)
- Jésus : Trois jours avant sa mort 8 septembre 2022, 285 p. XO  (ISBN 9782374484686)
- La Dernière Nuit de Pompéi 12 octobre 2023, XO  (ISBN 9782374485065)
- La Malédiction de Pauillac, Presses de la Cité, 2025